# Mr. Brownstone
Mr. Brownstone è un brano musicale del gruppo statunitense Guns N' Roses, incluso nel suo primo album, Appetite for Destruction.

Il testo della canzone è un inno alla vita sregolata e all'ebbrezza; "Mr. Brownstone" si riferisce all'eroina, droga di cui i membri della band facevano largo uso nei primi tempi.In particolare pare che la canzone sia dedicata a Brownlees (da cui il titolo storpiato), noto spacciatore che rifornì spesso la band durante i loro tour britannici. Ci sono inoltre riferimenti all'ozio e alla spensieratezza, come recita la prima strofa: 
(Guns N' Roses)
L'esecuzione di questo brano divenne un passaggio fisso delle esibizioni dal vivo dei Guns N' Roses; durante il loro tour più famoso, lo Use Your Illusion Tour, era in genere la seconda canzone del concerto dopo It’s so easy.